# VR Dm7
De Dm6 en Dm7 ook wel Lättähattu genoemd waren Finse motorrijtuigen met dieselhydraulische aandrijving voor het regionaal personenvervoer van de spoorwegonderneming VR-Yhtymä (VR).

## Geschiedenis
Het aanschaffen in de jaren vijftig van motorrijtuigen van het Duitse type VT 98, als serie Dm5 gebouwd door Waggonfabrik Uerdingen, bleek financieel door herstelbetalingen naar aanleiding van de Tweede Wereldoorlog niet haalbaar. Hierop werden door de Zweedse fabrikant Hilding Carlsson ontworpen motorrijtuigen in licentie gebouwd door de Finse fabrikant Valmet. Er werden 15 motorrijtuigen geleverd als serie Dm6. Veel problemen zoals ontsporingen werden veroorzaakt door het gebruik van kleine wielen.
Deze motorrijtuigen werden in eerst instantie genummerd als 2800-2814 maar bij de komst van de vervolgserie als Dm7 vernummerd in 4000-4014. De ervaringen opgedaan met de Dm6 werden later in serie Dm7 verwerkt.
Drie motorrijtuigen werden gebouwd voor het vervoer van expressegoederen in de serie DmG 7. In deze motorrijtuigen waren geen zitplaatsen aanwezig.
Naast deze motorrijtuigen werden nog 202 bijwagens met verschillend interieur voor onder meer post en expressegoederen gebouwd.

## Constructie en techniek
Het motorrijtuig is opgebouwd uit een stalen frame. De tractie-installatie heeft een dieselmotor die gekoppeld is aan een hydraulische versnellingsbak die ieder door aandrijfassen verbonden is met beide draaistellen en daarbij een as aandrijft.
Bij de Dm6 werden wielen met een diameter van 615 mm toegepast. Ervaring met deze motorrijtuigen leerde dat bij de bouw van de Dm7 grotere wielen met een diameter van 790 mm werden toegepast.

## Treindiensten
De treinen werden door de VR-Yhtymä (VR) ingezet op veel lokale trajecten.